# Rivière Kâk
La rivière Kâk est un affluent de la rive Sud de la rivière Bell, coulant dans le territoire de Eeyou Istchee Baie-James (municipalité), dans la région administrative du Nord-du-Québec, au Québec, au Canada.
La rivière Kâk coule en zone forestière et inhabitée. La surface de la rivière est généralement gelée de la fin de novembre à la fin d'avril. Ce bassin versant est accessible grâce à quelques routes forestières secondaires.

## Géographie
Les bassins versants voisins de la rivière Kâk sont :
- côté nord : rivière Bell ;
- côté est : rivière Bell, lac à la Pluie, lac Quévillon ;
- côté sud : ruisseau Kamickikosek, ruisseau du Castor, rivière Laflamme ;
- côté ouest : rivière Laflamme, ruisseau Âzadi, ruisseau Pakodji.

La rivière Kâk prend sa source près de la limite Sud du territoire de Eeyou Istchee Baie-James (municipalité), soit à 7,1 km au Sud-Ouest de sa confluence et 21,2 km à l’Ouest du centre du village de Lebel-sur-Quévillon.
La rivière Kâk coule généralement sur 12,4 km selon les segments suivants :
- 4,3 km vers le Sud, puis vers l’Est en formant un crochet vers le Nord et en serpentant en fin de segment jusqu’à un ruisseau (venant du Sud-Est) ;
- 5,1 km vers le Nord-Est en serpentant jusqu’à un coude de la rivière ;
- 2,3 km vers le Nord-Est, jusqu’au ruisseau Ackâkosik (venant du Sud) ;
- 0,7 km vers le Nord-Est, jusqu’à son embouchure[2].

La rivière Kâk se déverse sur la rive Sud d’une courbe de la rivière Bell en aval de la rivière Quévillon et à 1,8 km en amont des Petits rapides Kâk de la rivière Bell. Cette confluence est située à :
- 13,9 km à l’Ouest du centre du village de Lebel-sur-Quévillon ;
- 39,7 km au Nord-Ouest de l’embouchure du lac Parent (Abitibi) ;
- 75,7 km au Nord du centre-ville de Senneterre (ville) ;
- 83,8 km au Sud-Est du centre-ville de Matagami ;
- 110,8 km au Sud-Est de l’embouchure du lac Matagami.

## Toponymie
D’origine algonquine, le terme Kâk signifie « porc-épic ». La toponymie autochtone et canadienne française comporte souvent des noms de noms d’animaux pour désigner des hydronymes.
Le toponyme "rivière Kâk" a été officialisé le 17 décembre 1987 à la Commission de toponymie du Québec.